# K-391
Kenneth Osberg Nilsen (né le 2 novembre 1994 et plus connu sous le pseudonyme de K-391), parfois stylisé IIIIXI, est un producteur norvégien de musique électronique. Il est surtout connu pour son single Ignite, sorti en 2018, issu d'une collaboration avec Alan Walker, Julie Bergan et Seungri, la chanson atteint la première place des charts en Norvège.

## Biographie

### Débuts (2008–2012)
En 2008, Kenneth Nilsen se lance dans la production de musique sur ordinateur, d'abord sur le logiciel Dance Ejay 7 puis sur FL Studio 8.0, et commence à publier des musiques fin 2009. D'abord connu sous le pseudonyme de Keosni, plus tard il devient KON-391, acronyme de son nom complet accompagné de chiffres, il montre plus tard sur Twitch que 391 signifie CIA. Puis  il le raccourcit finalement en K-391. Il publie son premier morceau Happy Techno sur la plateforme Newgrounds le 26 juin 2011.
Le 21 avril 2013, il publie sur le label britannique de musique électronique NoCopyrightSounds sa musique Brimleik 2013. Cette dernière fait partie d'une série de morceaux qu'il réalise dans le cadre des Russefeirings en Norvège, avec à chaque fois Gjermund Olstad au chant. Le 22 décembre 2013, sur le même label, est fait une promotion de sa chanson Dream of Something Sweet. Sa dernière chanson sur le label est Earth, sortie le 30 avril 2016.

### Label et nouvelle visibilité (depuis 2018)
En 2017, K-391 et Alan Walker sortent leur single collaboratif Ignite qui est un remix de K-391 du morceau Godzilla, sorti en 2015, qui met en vedette le chanteur Marvin Divine. La chanson, qui est tout d'abord publiée en version instrumentale, est sortie le 7 avril 2017, via le label MER ainsi que Sony Music qui est une reprise avec la voix de l'auteure-compositeur-interprète norvégienne Julie Bergan  de la chanson Ignite et du chanteur sud-coréen Seungri, publiée le 11 mai 2018. Bien que l'instrumental soit sorti via Mer Musikk et Sony Music, l'interprétation vocale est sortie sous Liquid State qui est un label qui se concentre sur l'EDM,. L'interprétation vocale a été saluée comme étant nettement meilleure que l'instrumentale,,. La chanson est aussi un énorme succès , première des charts en Norvège à sa sortie, et nommée chanson de l'année aux Norwegian Grammy Awards, elle totabilise à ce jour plus de 400 millions de vues sur la chaine YouTube de Nilsen lui offrant une nouvelle visibilité jusque là encore jamais atteinte. Plus tard, Kenneth signe chez MER Musikk.
K-391 poursuit sa collaboration avec Alan Walker en remixant des chansons telles que Tired et All Falls Down. Le 30 novembre 2018, K-391 s'associe avec Alan Walker et la chanteuse américaine Sofia Carson sur le single Different World, mettant en vedette CORSAK, via MER Musikk et Sony Music Entertainment. Le morceau est un remix du single de 2014 de Nilsen intitulé Sevje. Le 14 décembre 2018, le single apparait sur le premier album homonyme d'Alan Walker, aux côtés de Lily, avec Emelie Hollow qui est le remake de la chanson de Nilsen intitulée Flux de How to Make an Epic Rap Beat sur sa chaîne YouTube,.
En mars 2020, l'expérience de remixer un ancien classique est réitérée, Nilsen collabore avec Alan Walker et le compositeur néerlandais Ahrix pour faire une version moderne chantée du morceau de ce dernier, Nova. Le nouveau single est intitulé End of Time, et incorpore des voix non créditées fournies par l'auteure-compositrice suédoise Kristin Carpenter.

## Discographie

### Albums studio
| Titre                                               | Année | Meilleure position | Meilleure position | Meilleure position | Meilleure position | Album           |
| Titre                                               | Année | NOR                | FIN                | SUÈ                | US Dance           | Album           |
| --------------------------------------------------- | ----- | ------------------ | ------------------ | ------------------ | ------------------ | --------------- |
| Ignite (avec Alan Walker, Julie Bergan et Seungri ) | 2018  | 1                  | 5                  | 13                 | 28                 | NC              |
| Mystery (avec Wyclef Jean)                          | 2018  | —                  | —                  | —                  | —                  | NC              |
| Play (avec Alan Walker, Tungevaag et Mangoo)        | 2019  | 2                  | 11                 | 25                 | 32                 | NC              |
| End of Time (avec Alan Walker et Ahrix)             | 2020  | 4                  | —                  | 60                 | 24                 | NC              |
| Aurora (avec Røry)                                  | 2020  | —                  | —                  | —                  | —                  | À venir         |
| Paradise (avec Alan Walker et Boy In Space)         | 2021  | 37                 | —                  | —                  | —                  | World of Walker |
| Go Home (avec Linko avec Mentum)                    | 2021  | —                  | —                  | —                  | —                  | World of Walker |
| « — » signifie qu'aucun classement n'a été atteint. |       |                    |                    |                    |                    |                 |

### Compilations
| Titre        | Détails                                                                                |
| ------------ | -------------------------------------------------------------------------------------- |
| Hello, World | - Sortie : 1er août 2018 - Label : IIIIXI AS, MER - Formats : Téléchargement numérique |